# هشام مطر
هشام جاب الله مطر (بالإنجليزية: Hisham Matar) هو كاتب بريطاني-ليبي وُلد في الولايات المتحدة الأمريكية عام 1970. فازت مذكراته العودة التي تحدث فيها عن بحثه عن والده بجائزة بوليتزر عن فئة السيرة الذاتية في عام 2017 وجائزة «جين ستين» للكتاب التي تقدمها منظمة (بّي إي إن) لعام 2017. أدرجت روايته الأولى «في بلد الرجال» في القائمة المختصرة لجائزة مان بوكر الأدبية في عام 2006. ظهرت مقالات مطر في صحف «الشرق الأوسط» و«الإندبندنت» و«الغارديان» و«التايمز» و«نيويورك تايمز». نُشرت روايته الثانية «اختفاء» في 3 مارس 2011 وانتشرت على نطاق واسع. يعيش هشام مطر ويكتب في لندن.
هشام مطر زميل في الجمعية الملكية للأدب، وأستاذ مشارك في الممارسة المهنية في فرع الأدب المقارن وثقافات آسيا والشرق الأوسط واللغة الإنجليزية في كلية بارنارد، جامعة كولومبيا.

## نبذة عن حياته السابقة
ولد هشام مطر في مدينة نيويورك عام 1970، وهو ثاني ولدين لأهله. اعتُبر والده (جاب الله مطر) منشقًا سياسيًا بسبب آرائه المتعلقة بانقلاب العقيد معمر القذافي في عام 1969، الأمر الذي جعله ينقل أسرته بعيدًا عن طرابلس، كان جاب الله مطر يعمل في الوفد الليبي لدى الأمم المتحدة في نيويورك عند ولادة هشام.
عادت الأسرة إلى طرابلس في ليبيا في عام 1973، لكنها هربت من البلاد مرة أخرى في عام 1979. كان هشام في التاسعة من عمره عندما انتقل إلى القاهرة، حيث عاشت الأسرة في المنفى، وحيث أصبح والده أكثر صراحة في معارضته لنظام القذافي. واصل هشام تعليمه في المدرسة الأمريكية بالقاهرة.

غادر زياد شقيق هشام إلى مدرسة داخلية في جبال الألب السويسرية في عام 1982. على الرغم من رغبة هشام الشديدة بالانضمام إلى شقيقه، لكن كان عليه الانتظار أربع سنوات أخرى حتى يبلغ السادسة عشرة أيضًا. لم يستطع أن يتبع شقيقه إلى سويسرا بسبب تهديدات الديكتاتورية الليبية المستمرة ضد والدهم (بالإضافة إلى تهديد سلامة زياد أثناء دراسته في سويسرا). كان على الصبيين الالتحاق بالمدارس باستخدام هوية مزورة. اختار مطر مدرسة في إنجلترا والتحق بها في عام 1986.
«تظاهرت أن والدتي مصرية ووالدي أمريكي. اعتقدت أن هذا سيشرح لأي عربي في المدرسة لماذا كانت لهجتي العربية مصرية ولماذا كانت لغتي الإنجليزية أمريكية. اسمي الأول بوب. اختار زياد هذا الاسم لأنني أنا وهو من محبي بوب مارلي وبوب ديلان. كان عليّ أن أتظاهر أنني مسيحي، وأني لم أكن متدينًا. كنت أحاول أن أنسى اسمي. إذا نادى شخص ما: هشام، لم أكن ألتفت». - هشام مطر، 2011. 
عندما أنهى هشام دراسته، كان أخوه زياد طالبًا جامعيًا في لندن. قرر بعد ذلك مواصلة دراسته في الهندسة المعمارية، وحصل فيما بعد على درجة الماجستير في التصاميم المستقبلية في كلية جولدسميث في جامعة لندن.

في عام 1990 -بينما كان ما يزال يدرس في لندن- اختطف والده جاب الله مطر في القاهرة، وأُبلغ عن اختفائه منذ ذلك الحين. تلقت الأسرة رسالتين مكتوبتين بخط يد والده في عام 1996 أخبرهم بها أنه قد اختُطف من قبل الشرطة السرية المصرية، وسُلم إلى النظام الليبي وسُجن في سجن أبو سليم ذو السمعة السيئة في قلب طرابلس. كانت تلك الرسائل العلامة الأخيرة والشيء الوحيد الذي وصلهم منه أو عن مكان وجوده. أفاد مطر في عام 2010، أنه تلقى أنباء عن رؤية والده على قيد الحياة في عام 2002، مشيرًا إلى أن جاب الله قد نجا من المذبحة التي استهدفت فيها السلطات الليبية 1200 سجينًا سياسيًا عام 1996.
«اختطف عملاء المخابرات المصرية والدي من منزله في القاهرة في مارس 1990. قادونا خلال العامين الأولين إلى الاعتقاد أنه محتجز في مصر، وأخبرونا أن نصمت في حال أردنا ضمان سلامته. تمكن والدي من تهريب رسالة في عام 1992، ووصلت بعد ذلك ببضعة أشهر وأمسكتها والدتي بيدها. وُضعت كتابته الدقيقة بعناية وإحكام من أجل أن تكفي لأكبر عدد ممكن من الكلمات على ورقة ايه4 واحدة. بالكاد وجدت المسافة بين الكلمات، أو فوقها، أو تحتها. وتصل إلى حافة الورقة دون أي هوامش». - هشام مطر، 2010

## أعماله
كتب هشام مطر روايتين ومذكرتين وكتاب للأطفال نُشر باللغة الإيطالية تحت عنوان «كتاب دوت». وكتب أيضًا مقالات وزوايا وقصص قصيرة نُشرت على مواقع وفي صحف مختلفة.

### كتبه

#### في بلد الرجال
بدأ مطر كتابة روايته الأولى «في بلد الرجال» في أوائل عام 2000. ووقع عليه ناشرو مؤسسة بينغوان العالمية للنشر في خريف عام 2005 في صفقة تضمنت كتابين. نُشرت «في بلد الرجال» في يوليو من عام 2006 وتُرجمت إلى 30 لغة.

#### اختفاء
احتوت رواية مطر الثانية «اختفاء» على شخصية يؤخذ والدها من قبل السلطات. ورغم اعتراف مطر بعلاقة «اختفاء» بقصة والده، لكنه ذكر أن الرواية ليست قصة سيرة ذاتية.

#### العودة
نشر مطر مذكراته (العودة) في عام 2016. تركز المذكرات على عودة مطر إلى بلده ليبيا عام 2012 من أجل البحث عن حقيقة اختفاء والده عام 1990، وهو معارض سياسي بارز لنظام القذافي.

#### كتاب دوت
كتاب دوت هو كتاب للأطفال أصدره مطر في عام 2017. وهو أول كتاب نشره للأطفال وقد رسمه جانلوكا بوتولو.

#### شهر في سيينا
نشر مطر كتابه شهر في سيينا في 17 أكتوبر 2019. يتناول الكتاب سفره إلى سيينا في إيطاليا ومدرسة سينيسي.

### مقالاته
- «الضوء»، نيويوركر، 12 سبتمبر 2011.
- «نعيمة»، نيويوركر، 24 يناير 2011.
- «العودة: اختفاء الأب، رحلة إلى الوطن»، نيويوركر، 8 أبريل 2013.
- «المجهول: صمت وولف فرجينيا»، نيويوركر، في 10 نوفمبر 2014.
- «الكتاب»، نيويوركر، 10 نوفمبر 2014.
- «لا أتذكر وقتًا لم تكن الكلمات فيه خطرة»، الغارديان، 25 حزيران (يونيو) 2016.
- «ما تراه عيناك»، مجلة فايننشال تايمز، 21 أكتوبر 2016.
- «رزانة المُيّتم»، ملحق التايمز الأدبي، 28 سبتمبر 2016.
- «يوميات»، مجلة لندن للكتب، 18 مايو 2017.
- «صحفي في الخارج يتصارع مع القوة الأمريكية»، مجلة نيويورك تايمز للكتاب، 28 أغسطس، 2017.

### أسلوبه
تحدث مطر عن مواضيع الفقدان والنفي في أول روايتين له، وكذلك في مذكراته «العودة»: الآباء والأبناء والأرض بينهما. غالبًا ما اشتُقت كتابة مطر من الرسم والهندسة المعمارية والموسيقى وأشارت إليها. على الرغم من أنه قال إنه لا يستطيع تذكر وقت لم يكن يكتب فيه، أشار مطر لأول مرة إلى اهتمامه الموسيقي عندما قال:«ولأنني لم أمتلك موهبة في الموسيقى، أصبحت مهندسًا، واستمريت في الكتابة. بدت الكتابة وكأنها الشيء الذي لا تتوقف عن فعله - مثل التنفس أو المشي أو تناول الطعام».

هشام مطر عن عملية الكتابة: 
أبدأ بالقليل جدًا: كلما كان قصيرًا، كلما كان ذلك أفضل. أحيانًا أبدأ بإشارة، أو في حالة «نعيمة»: إحساس بالشخصية. شعرت بهذا الشعور تجاه نوري (بطل الرواية والراوي)، إنها مثل تلك اللحظة عندما تدخل إلى قاعة الحفلات الموسيقية في اللحظة الأخيرة. تجد مقعدك مع نور الأضواء. أنت لم تر الشخص الجالس بجانبك، ولكنك تشعر به، وما قد يكون عليه حاله، أو كيف تؤثر الموسيقى عليه، ووزن صمته.
- هشام مطر، قصص جائزة أو.هنري

## الجوائز والتكريمات
- 2024: جائزة جورج أورويل للكتابة السياسية للعام 2024، عن روايته «أصدقائي»[22]
- 2017: جائزة بوليتزر عن فئة السيرة الذاتية، عن «العودة»[23]
- 2017: جائزة «جين ستين» للكتاب التي تقدمها منظمة (بّي إي إن) عن «العودة»[24]
- 2017: جائزة راثبون فوليو عن «العودة»
- 2017: جائزة دائرة نقاد الكتاب الوطنية للسير الذاتية، عن «العودة»
- 2017: جائزة كتاب العام تقدمة نقابة الكتّاب في مدريد، عن «العودة»
- 2017: جائزة الأشقاء شول عن «العودة»
- 2017: جائزة أفضل كتاب أجنبي (فرنسا) عن «العودة»
- 2016: القائمة المختصرة لجائزة بيلي جيفورد عن «العودة»
- 2016: القائمة المختصرة في جائزة كوستا للسير الذاتية، عن «العودة»
- 2016: جائزة فوكسد لأفضل سيرة ذاتية عن «العودة»[25]
- 2016: التأهل للتصفيات النهائية في جائزة كريستوفر إيشروود للسير الذاتية بالتعاون مع إل أيه تايمز عن «العودة»
- 2016: تُعد « العودة» واحدة من «أفضل 10 كتب لعام 2016»  في تصنيف صحيفة نيويورك تايمز
- 2013: القائمة الطويلة لجائزة دبلن الأدبية عن «اختفاء»
- 2012: القائمة المختصرة للجائزة العربية الأمريكية للكتاب عن «اختفاء»
- 2012: أُدرجت «نعيمة» في مجموعة قصص (بّي إي إن\أو). جائزة هنري للقصص القصيرة.
- 2011: القائمة القصيرة لجائزة «آر إس إل» عن «اختفاء»
- 2011: صُنف «اختفاء» بين أحد أفضل كتب العام من قبل منصة شيكاغو، وذا دايلي بيست، والإنيبندينت، والغارديان، والتليغراف، وشمس تورنتو، والتايمز الإيرلندية
- 2008: زميل زائر لماري أميليا كومينز هارفي في كلية غيرتون، جامعة كامبريدج.
- 2008: جوائز دائرة نقاد الكتاب الوطنيين عن «في بلد الرجال»
- 2007: جائزة أونتاجتي تقدمة الجمعية الملكية للأدب عن «في بلد الرجال»
- 2007: جائزة كتاب الكومنولث لأوروبا وجنوب آسيا عن «في بلد الرجال»
- 2007: صُنف في قائمة أفضل الكتب في العام من مجلة المكتبة عن «في بلد الرجال»[26]
- 2007: جائزة الكتاب العربي الأمريكي عن «في بلد الرجال»
- 2007: صُنف «في بلد الرجال» بين «100 كتاب بارز للعام» من نيويورك تايمز
- 2007: جائزة جريجور فون ريزوري للروايات الأجنبية المترجمة إلى الإيطالية عن «في بلد الرجال»
- 2007: جائزة فليانو الدولية (قسم الأدب) عن «في بلد الرجال»
- 2006: القائمة المختصرة لجائزة مان بوكر الأدبية، «في بلد الرجال»[27]
- 2006: جائزة الغارديان للكتاب الأول عن «في بلد الرجال»

## روابط خارجية
- هشام مطر على موقع مونزينجر (الألمانية)